# Schloss Kynžvart

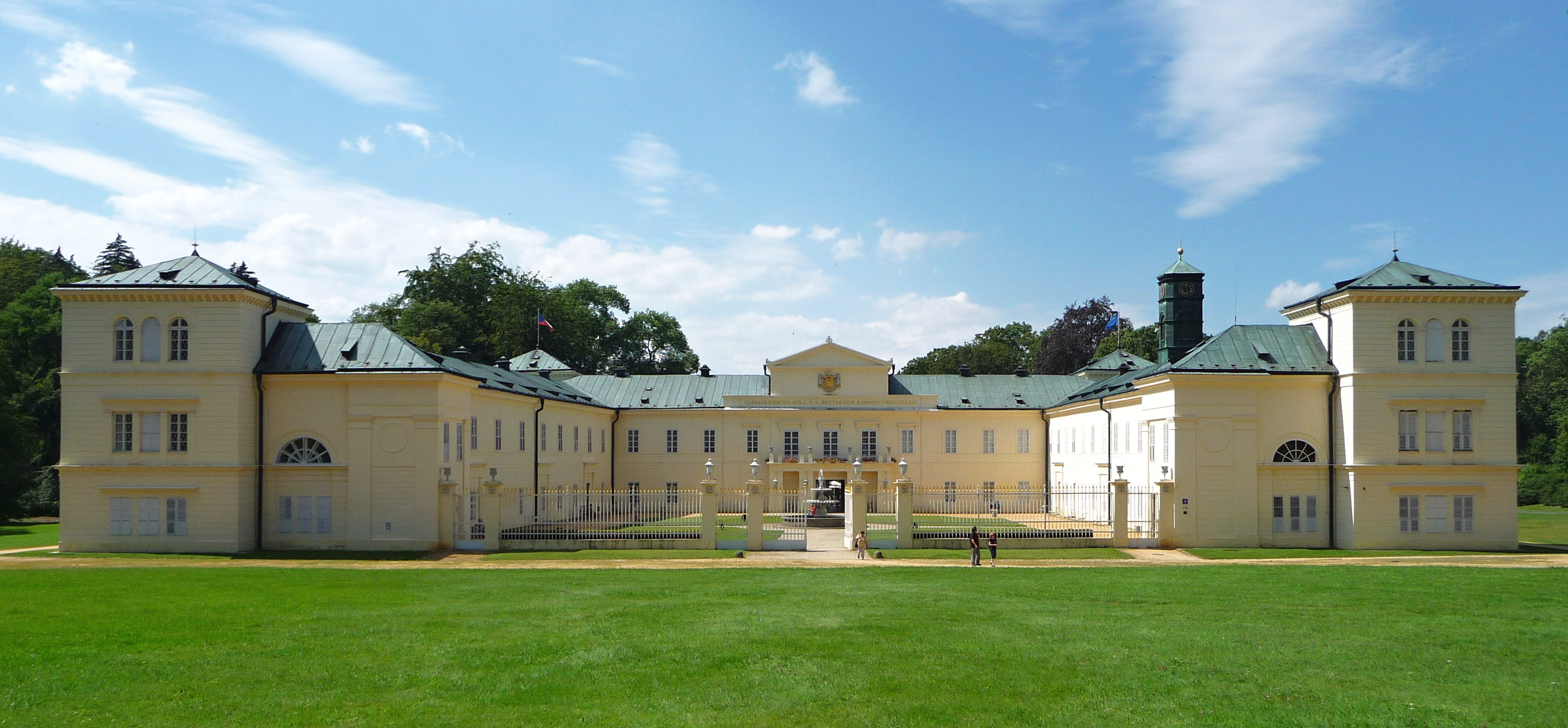
Schloss Königswart, Ehrenhofseite

Schloss Königswart (tschechisch Zámek Kynžvart) ist die ehemalige Residenz des österreichischen Staatsmanns Klemens von Metternich in Bad Königswart bei Marienbad, Tschechien. Die klassizistische Dreiflügelanlage wurde 1820 bis 1839 im Auftrag von Metternich nach Entwurf von Peter Nobile erbaut und dient heute als Museum.

## Geschichte der Herrschaft Kynžvart

### Burg

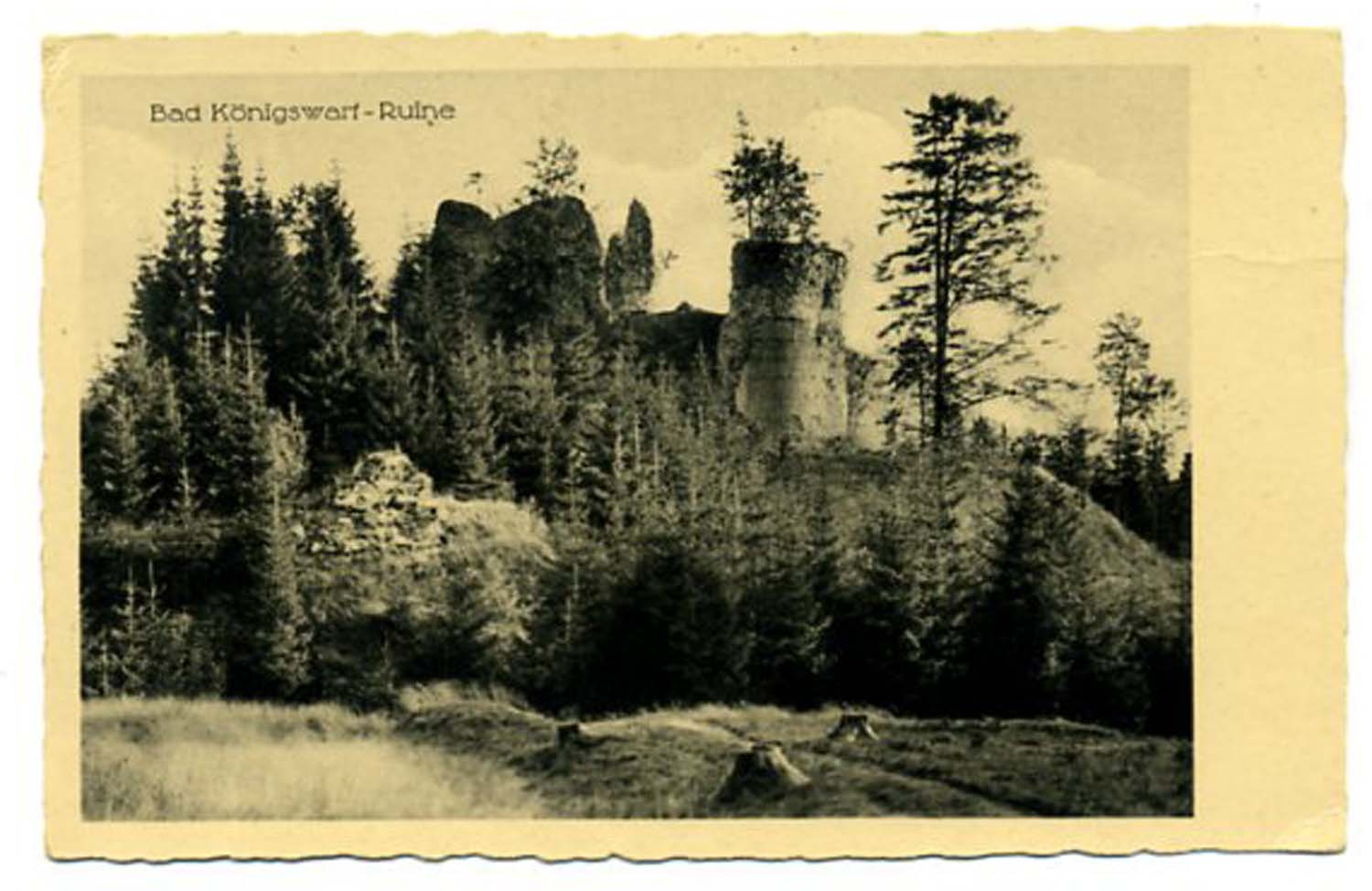
Burgruine Königswart auf einer Postkarte um 1910

Die erste schriftliche Erwähnung einer Burg in Kynžvart stammt aus dem Jahr 972, als Kaiser Otto I. eine befestigte Anlage und ein ausgedehntes Gelände dem Bischof Wolfgang von Regensburg übergab. König Přemysl Ottokar II. ließ im 13. Jahrhundert eine Burg Kunigeswart neu erbauen. 1387 kaufte Heinrich IX. von Plauen die Herrschaft von den Landgrafen Johann und Albrecht von Leuchtenberg. Bereits 1392 befand sich die Herrschaft im Pfandbesitz des Edlen Boresch (Borso) von Riesenburg, der sie seinerseits an die Gebrüder Hückler, reiche Bürger aus Eger, weiter verpfändete. Ungefähr ab 1400 befand sich die Herrschaft dann wieder im Besitz von Heinrich IX. von Plauen, der sie an seine Nachkommen vererbte.
Während der Zeit der Hussitenkriege wurde die Herrschaft mehrmals verheert, u. a. 1430, als die Hussiten auch Plauen zerstörten.
Als Margarethe von Plauen, eine Tochter Heinrichs I. von Plauen, Burggrafen von Meissen, Hynek Kruschina von Schwanberg heiratete, erhielt sie die Herrschaft Königswart als Mitgift. Um 1440 kam es mit ihrem Bruder Heinrich II. um Königswart zum Streit. 1448 erhielt der Ort das Marktrecht. Nach dem Tod Margarethes fiel die Herrschaft nach 1464 offensichtlich an die Plauener zurück, denn 1506 wurde Heinrich III. gewaltsam von den Brüdern von Gutenstein aus der Herrschaft Königswart vertrieben. Ihnen folgten die Pflugk zu Rabenstein. Nach der Vertreibung der Rabensteiner infolge der Niederlage der Protestanten im Schmalkaldischen Krieg und dem blutigen Landtag von Prag im Jahr 1547 fiel die Herrschaft an die Herren von Zedtwitz und Liebenstein.

### Schloss

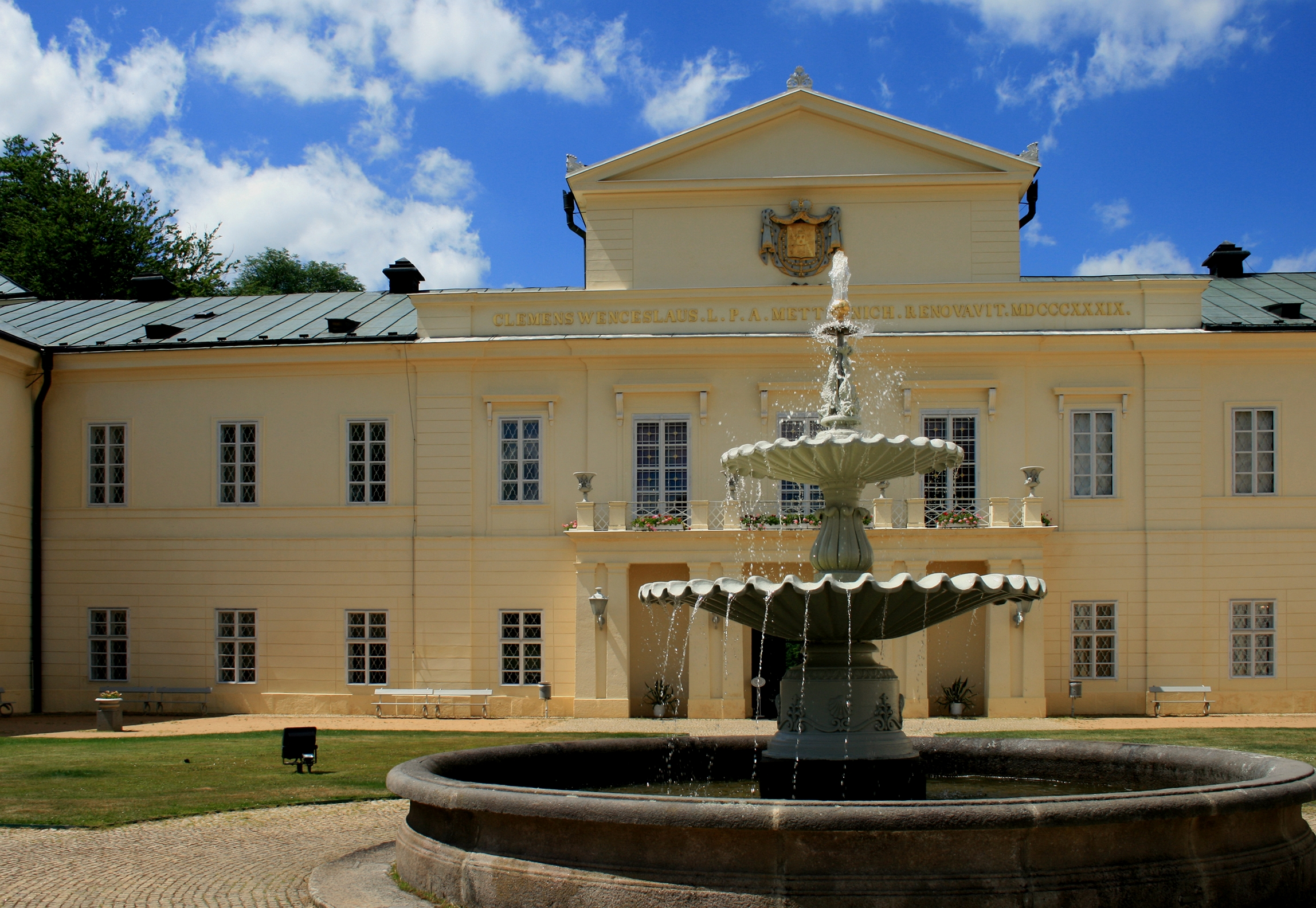
Schloss Kynžvart

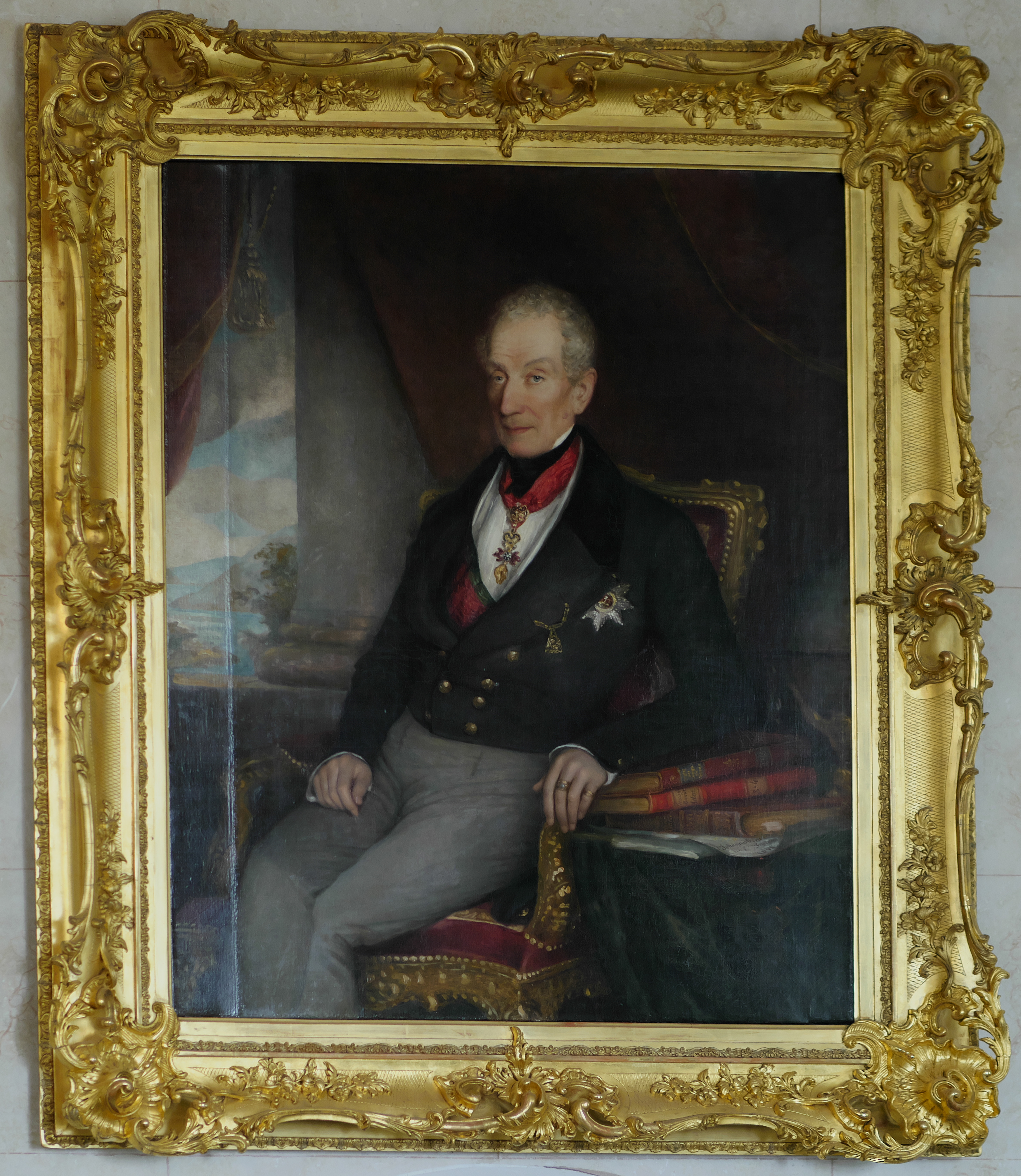
Ölgemälde des Staatskanzlers Fürst Metternich im Schloss Königswart

Das fränkisch-böhmische Geschlecht von Zedtwitz ließ unterhalb von Königswart am Ende des 16. Jahrhunderts ein Renaissancefort, das spätere Schloss Kynžvart errichten. Nach der Schlacht am Weißen Berg im Jahr 1620 wurde die Herrschaft konfisziert. Zwischen 1623 und 1631 (Jahreszahl je nach Quelle) erwarben die Metternichs die Herrschaft Königswart, die bis 1945 im Besitz der fürstlichen Familie blieb.
Graf Philipp Emmerich von Metternich ließ das baufällige Renaissancefort von 1681 bis 1691 in ein Barockschloss umbauen. Seine heutige Gestalt im Stil des Wiener Klassizismus und Empirestil erhielt das Schloss Königswart unter Klemens Wenzel Lothar von Metternich, dem österreichischen Staatskanzler, der es zu seinem Geburtstag von seinem Vater geschenkt bekommen hatte. Er ließ es von 1821 bis 1836 vom Baumeister Peter von Nobile umbauen. Zum Schloss gehört ein 100 Hektar großer englischer Garten, in dem ein Obelisk von Kaiser Franz I. (1835 aufgestellt) steht. Gegenüber dem Schloss ließ der Fürst Wirtschaftsgebäude für Meierhof und Försterei errichten, die renoviert ein Hotel und Restaurant beherbergen. Das Schloss wurde 1945 dem Fürstenhaus konfisziert.
Im Schloss selbst befindet sich eine wertvolle Bibliothek, die mittelalterliche Handschriften und wertvolle Drucke, wissenschaftliche Bücher und Enzyklopädien aus einer Reihe von wissenschaftlichen Bereichen enthält. Hier wird der Nachlass des französischen Dichters Alexandre Dumas verwahrt. 1828 wurde ein Museum eingerichtet, in dem naturwissenschaftliche Sammlungen, Münzen, historische und technische Kuriositäten, Handschriften, alte ägyptische Denkmäler, Marmorplastiken – u. a. von Antonio Canova und Gegenstände der orientalischen Kunst zu sehen sind. 
Als Kustos wirkte Karl Huss († 1838), der letzte Scharfrichter von Eger. In der Schlosskapelle befindet sich ein Marmoraltar, den Papst Gregor XVI. Fürst Metternich schenkte. 1862 bekam Fürst Metternich von einem Diplomaten eine Zierpflanze geschenkt und setzte sie im Park aus. Seitdem ist diese „Zierpflanze“, der Kaukasische Riesenbärenklau ausgewildert und hat längst Ländergrenzen überschritten. Das Schloss wurde 1945 von der tschechoslowakischen Regierung von der Familie Metternich beschlagnahmt (siehe Benesch-Dekrete).
Seit dem Jahr 2000 ist das Schloss nach umfangreichen Renovierungsarbeiten wieder der Öffentlichkeit zugänglich. Beim Rundgang wird der Besucher durch 25 Räume geführt. 2008 setzte der Europarat Schloss Kynžvart auf die Liste des europäischen Kulturerbes.

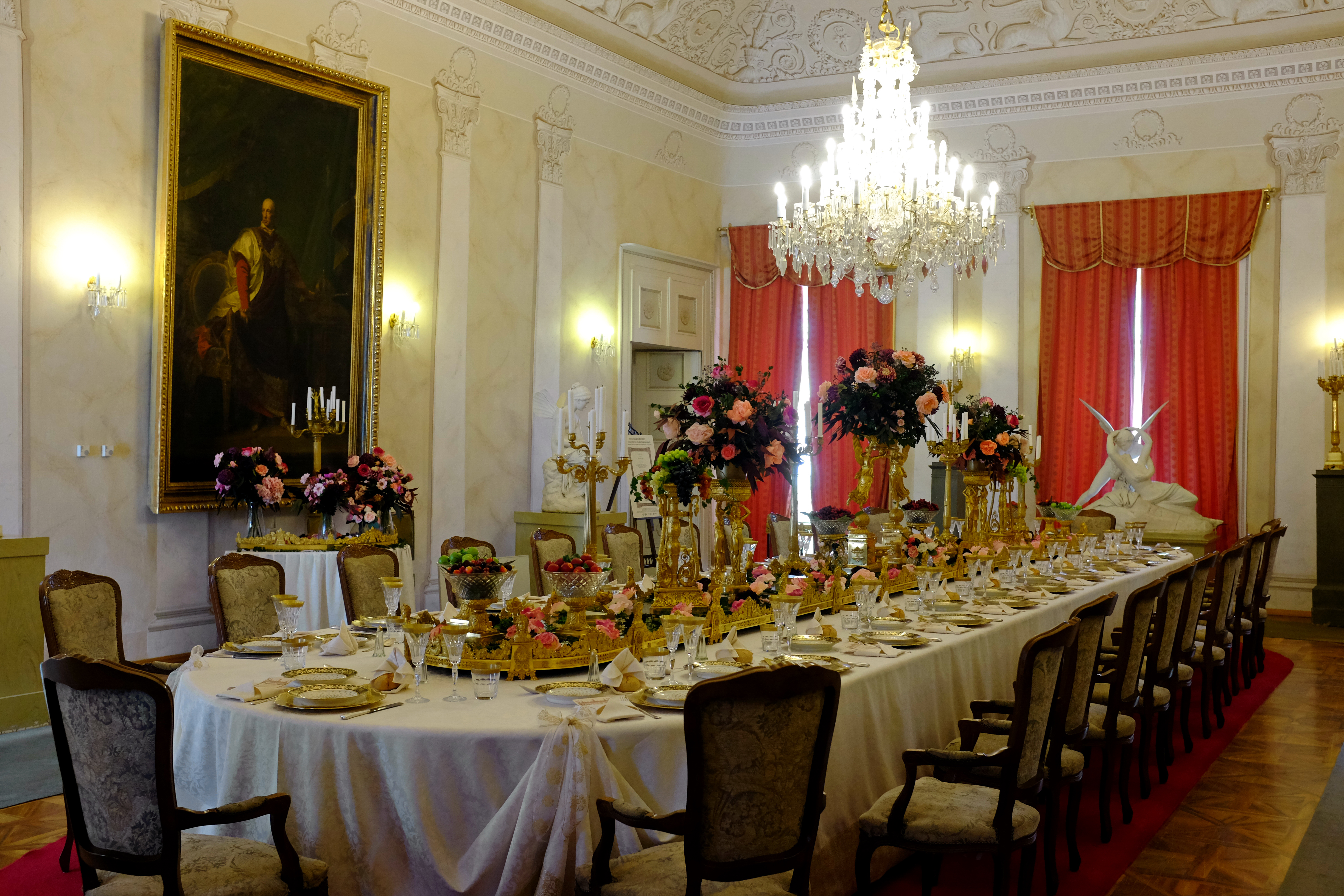
Speisesaal
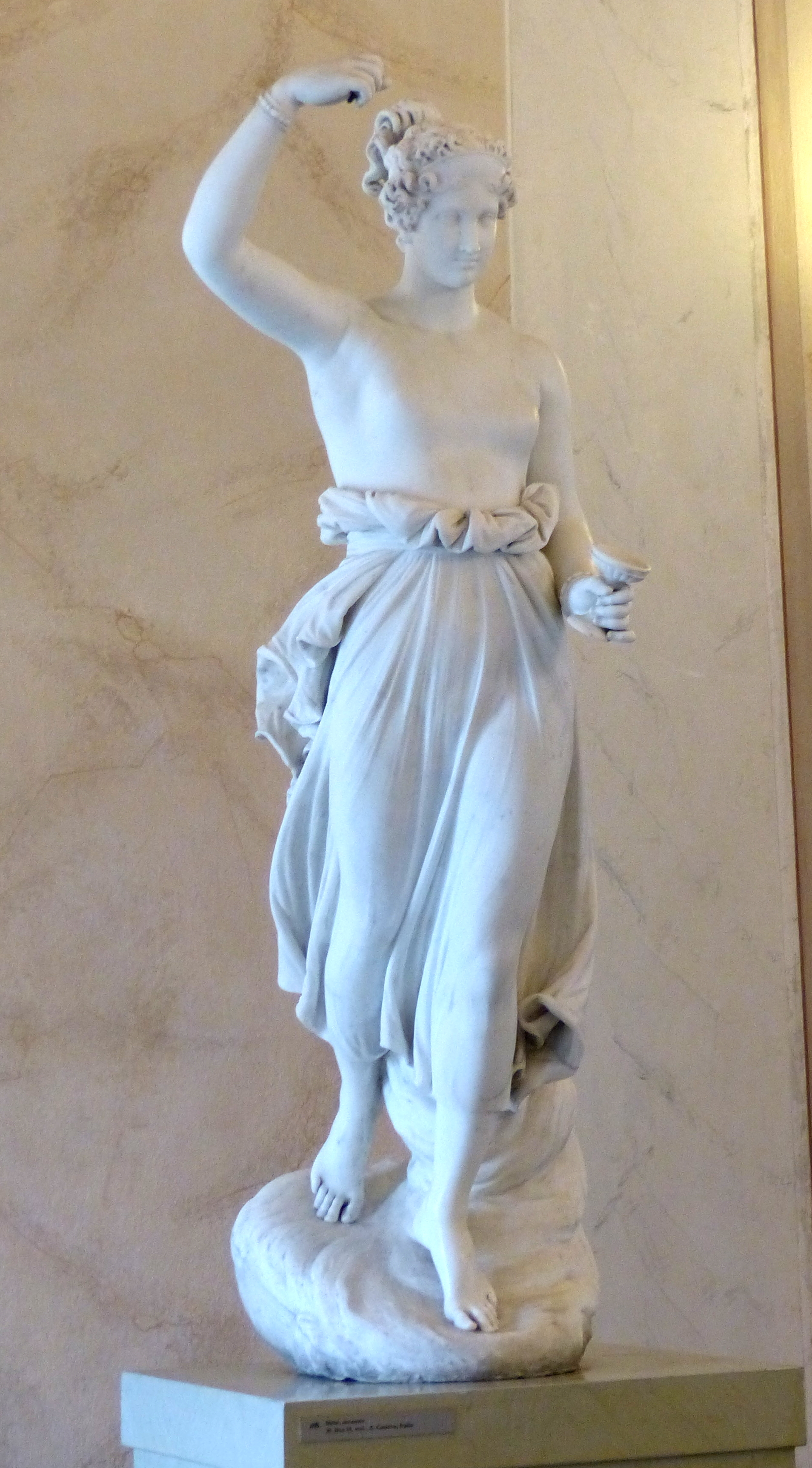
Statue von Canova im Speisesaal
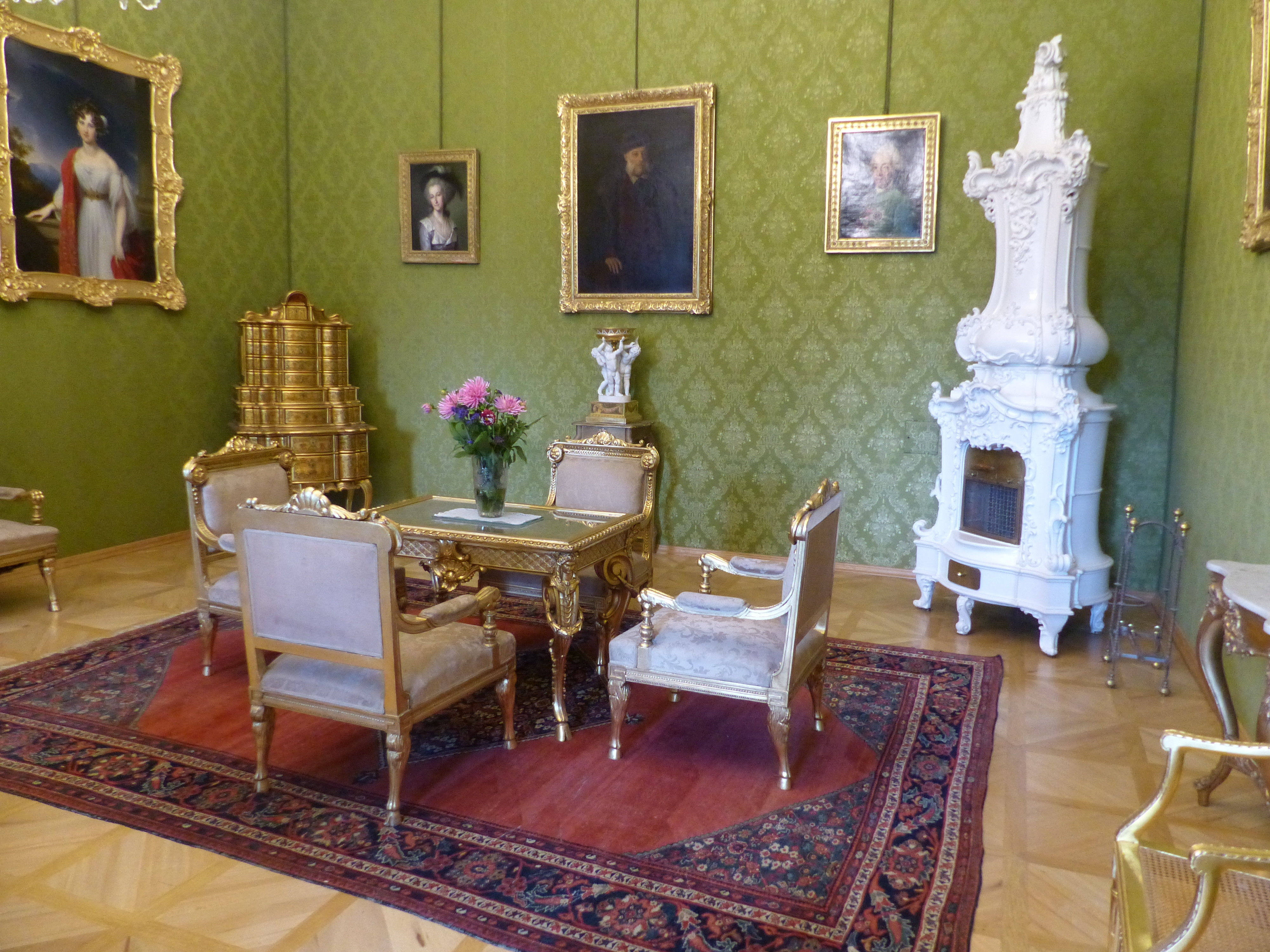
Wohnzimmer
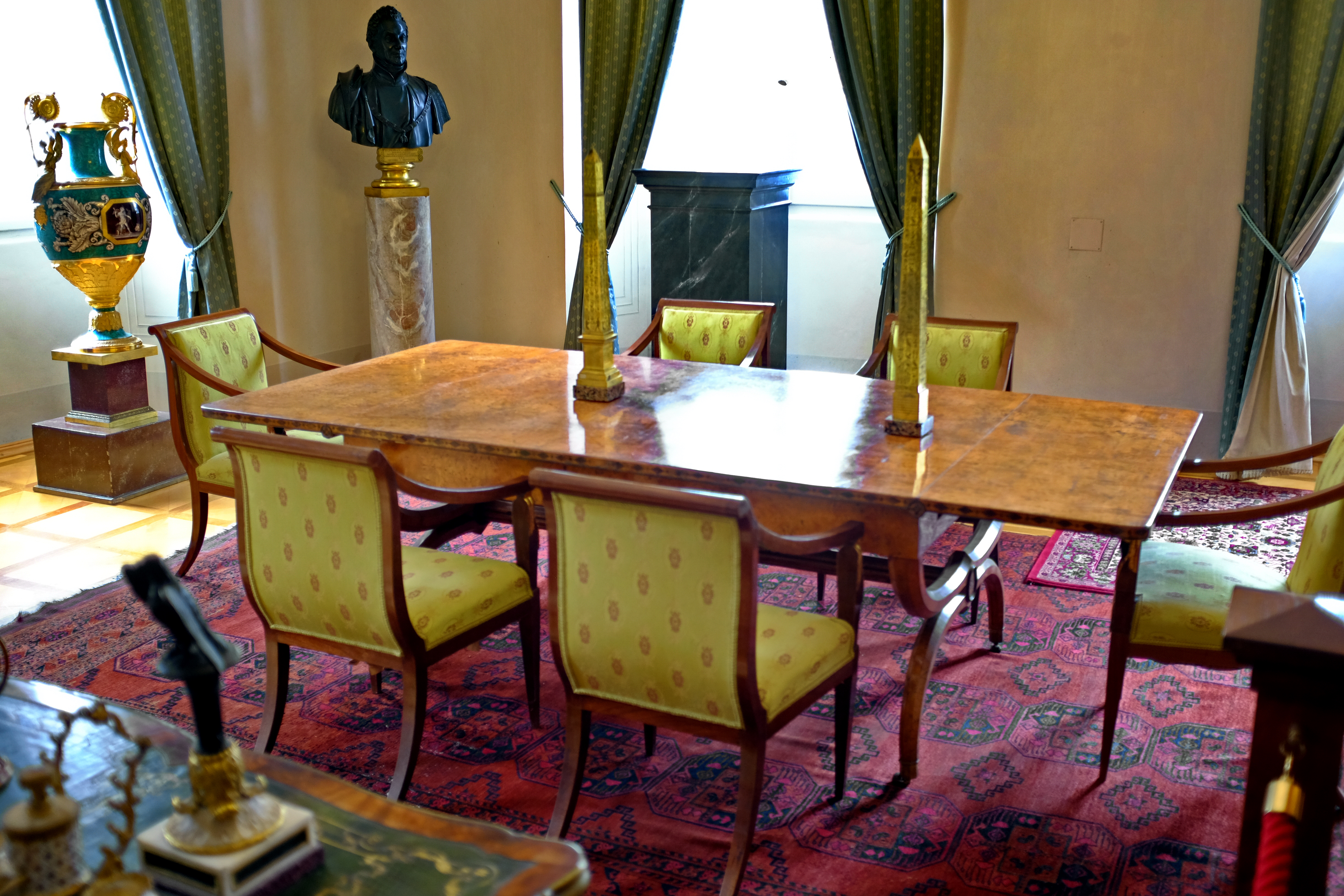
Salon
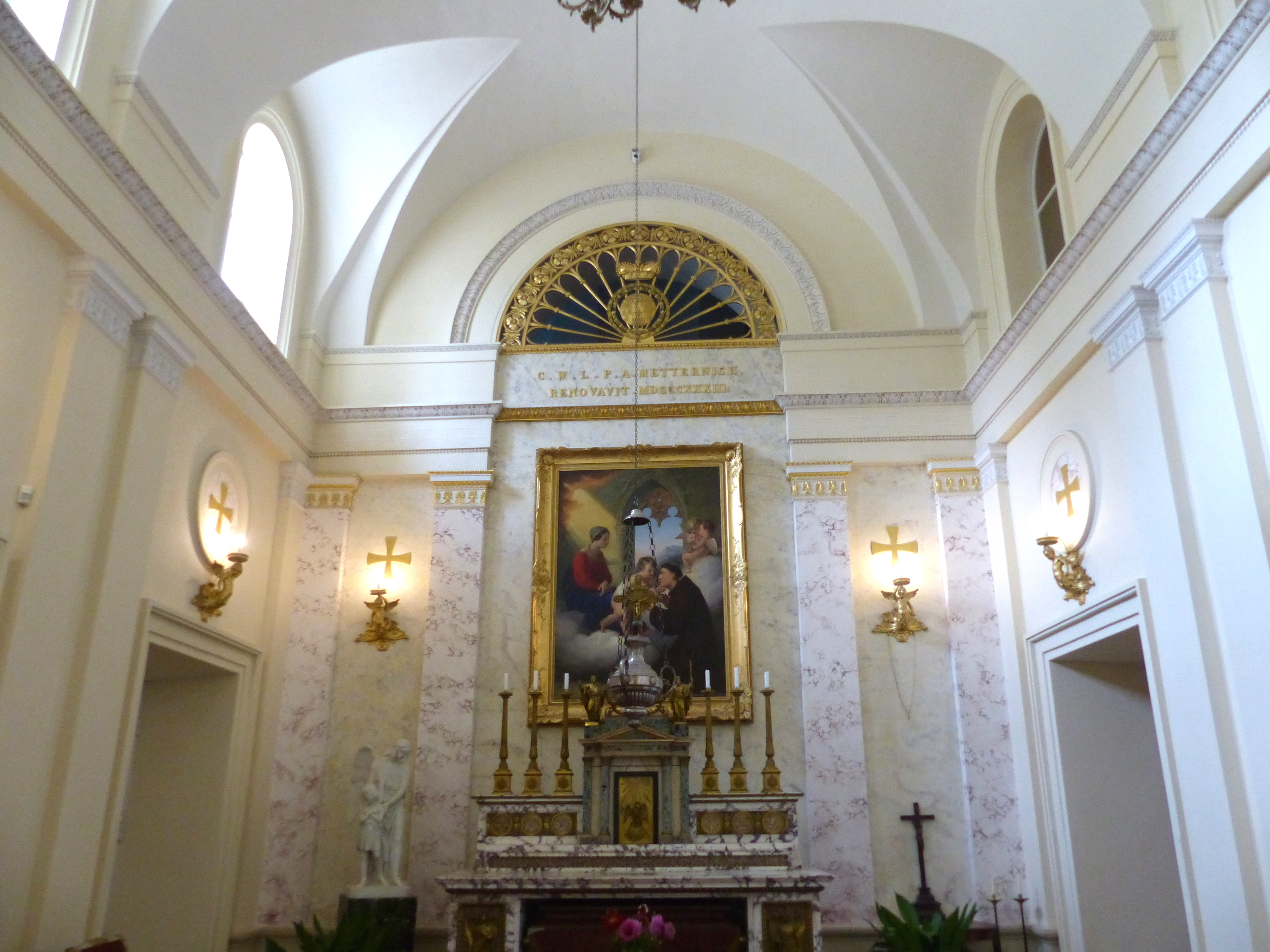
Kapelle